# 蓋鳴暉
蓋鳴暉（英語：Joyce Koi Ming Fai；1966年10月3日—），本名李麗芬，香港著名粵劇女演員，師承林家聲，也是鳴芝聲劇團的文武生。她曾為多個慈善機構如公益金、保良局及東華三院等籌款活動義演，並經常於港九新界多個表演場地作公開演出。蓋鳴暉每年公演過百場粵劇，在港澳及東南亞地區影響深遠，被譽為當今香港粵壇第一女文武生。除了粵劇，她也曾參加電視劇及電影的演出，並與香港中樂團合作表演。在電視劇中常演反串角色。她於2005年成立了「蓋鳴暉慈善基金」，以推廣中國傳統戲曲藝術及幫助社會上有需要人士。

## 背景

### 投身粵劇界
自小鍾情粵劇的蓋鳴暉於新界大埔區成長，有一兄兩姊，父母在她讀中學階段仳離。每逢觀音誕或佛誕，都會陪同母親到戲棚觀看粵劇。因一次散場時與偶像鳳凰女交談後，蓋鳴暉便立志要入戲行。由於自己很喜歡花旦的裝扮，所以想讓鳳凰女收她做徒弟。但是鳳凰女認為蓋當時年紀太小，所以暫時作罷。蓋鳴暉的父母並不贊成她學戲，因為他們覺得戲行是一個大染缸、大花筒，故此不希望女兒加入演藝界。直到中學階段，蓋鳴暉見到報章上八和會館招生的廣告，於是瞞著家人前去面試。其時她亦獲中學小賣部東主的女兒（是1980年至1982年度首屆粵劇學院畢業生）告知下，才知道八和會館招生的消息。
自1983年就讀高中期間開始，蓋鳴暉一邊在大埔私立中學伯裘英文書院的下午校完成中學課程，一邊以插班生身份在上午時分於位處旺角亞皆老街近火車橋唐樓、八和會館附設的粵劇學院接受為期兩年的訓練，原本一班二十名學員，最後只剩下七人。蓋鳴暉是香港八和粵劇學院1984年第二屆畢業生，專攻文武生行當。在1987年後與幾位學員一起參加區域市政局粵劇新秀匯演，演出經典戲寶《牡丹亭驚夢》和《龍鳳爭掛帥》。同年獲名伶林家聲賞識，於「頌新聲劇團」《周瑜》一劇客串「趙雲」一角，並於1993年成為對方的徒弟及結成誼親。後來在1989年追隨楊劍華學習舞台功架。而蓋第一次擔任粵劇主角的機會來自八和會館於1986年的演出。1987年八和會館新秀匯演則為其出道作。
其後於1990年，她拜粵劇音樂家朱慶祥為師。朱為她取了藝名「蓋鳴暉」，寓意「武功蓋世，一鳴驚人」。當中的「暉」字代表她是任劍輝門派的第三代傳承人。另一方面，蓋也追隨王粵生、劉兆榮、麥惠文三位音樂老師研習曲藝和唱功。另外再隨郭鴻斌、任大勳、李艷霜、陳敏等學藝。蓋鳴暉同年與楚令欣參與「樂昇平粵劇團」演出，且先組成「鳴芝聲劇團」，夥拍莊婉仙（1990年至1991年），擔任文武生；後夥拍尹飛燕（1991年至1993年）及吳美英（1994年起）演出至今。劇團由劉金耀伉儷出資協助成立。發展不到一年已獲邀到美國拉斯維加斯賭場演出粵劇。此外，蓋鳴暉於1992年受村長邀請鳴芝聲劇團到鴨脷洲公演神功戲，是為鳴芝聲劇團首次落鄉出演的神功戲。

### 涉足影視與舞台界別
從1995年開始，蓋鳴暉獲得電視台監製的賞識而首次涉足影視界。在無綫電視台慶劇《刀馬旦》中客串女扮男裝的「高一鳴」。當時監製留意到蓋在慈善節目的演出，加上想找一位有粵劇功架的演員來飾演劇中的一個角色，結果促成了蓋於幕出的首部電視劇作品。由於其端莊清雅的扮相和準確、得體的出色表演深得電視台高層賞識，遂為她帶來第二次出演劇集的機會 - 於1996年電視劇《壹號皇庭V》中飾演女醫生夔彧藠。她往後在活躍於電視圈，並多次獲邀擔任《歡樂滿東華》等香港演藝界大型活動的司議，也出演其他電視劇集。1997年。她參與了香港八和會館慶祝香港回歸1997年演出的粵劇劇目《七賢眷》。還在1998年主唱了大型電視節目《江山如此多嬌》的主題曲。蓋鳴暉同年首次出演舞台劇，與謝君豪聯袂演出舞台劇《梁祝》。因《梁祝》在港上演後受到觀眾歡迎，故一共加演至三十六場。及後在1999年，她應邀當旅遊節目主持，赴越南、新加坡及海南島等地拍旅遊專輯。又在慈善節目《歡樂滿東華》中上演劇目《喜得銀河抱月歸》及《南唐李後主》。　

### 事業發展
蓋鳴暉由1990年起參與香港慈善團體的籌款活動。初期參加的其中一個項目是1990年歡樂滿東華粵劇籌款。她分別於1995年、1997年、1998年以及1999年獲選為「香港十大愛心之星」。同樣獲選的人包括張學友、劉德華、黎明、鄭秀文等藝人。2001年，蓋鳴暉獲東華三院頒發「東華永恆愛心之星」。同時也獲選為「香港十大傑出青年」，原因在於她平日常為慈善團體義演和探訪長者。2004年開始擔「粵韻今宵」節目藝術顧問。同年4月，首次與香港中樂團合作兩場演唱會。蓋鳴暉在2005年為了推廣中國傳統戲曲藝術、培育年幼、關顧長者及幫助社會上有需要人仕，成立了「蓋鳴暉慈善基金」。同年10月蓋鳴暉應加拿大世界宣明會邀請參加「愛心之旅2005」，到外蒙古進行助養兒童計劃拍攝特輯。2008年4月，蓋鳴暉應香港駐紐約經貿辦之邀，在「紐約香港節2008」演出，吸引當地非華裔市民觀賞。
她在2009年於上水河上鄉戲棚演出期間受傷，致使尾龍骨兩節裂開。休養半年後，腰傷漸見好轉。她之後繼續推廣粵劇文化，2011年在李居明的邀請下，於香港及北京梅蘭芳大劇院演出由他編撰的首部劇本《蝶海情僧》。後於2014年，鳴芝聲劇團被邀請到日本演出《蝶海情僧》。同年11月，她再度演出舞台劇，公演杜國威最新編劇作品《星海留痕》。

## 演出作品

### 舞臺劇
| 粵劇名稱                       | 角色                           |
| ------------------------------ | ------------------------------ |
| 1983年-現在                    |                                |
| 洛神                           | 曹植                           |
| 帝女花                         | 周世顯/長平公主（反串）        |
| 紫釵記                         | 李益(十郎)                     |
| 俏潘安                         | 楚雲(雲小顰)                   |
| 連城璧                         | 藺相如                         |
| 梁祝之樓台會                   | 梁山伯/祝英台(反串)、仕九      |
| 銅雀臺                         | 曹植                           |
| 唐明皇                         | 唐玄宗                         |
| 荊釵記                         | 王十朋                         |
| 寶蓮燈                         | 劉彥昌                         |
| 碧玉錢                         | 陳季常                         |
| 搶新娘                         | 桂南屏/余潔冰（反串）          |
| 孟麗君                         | 孟麗君                         |
| 櫻桃記                         | 趙珠磯                         |
| 白蛇傳                         | 許仙                           |
| 女兒香                         | 梅暗香                         |
| 趙五娘                         |                                |
| 西楼記                         | 于叔夜                         |
| 七賢眷                         | 劉金童                         |
| 胡不歸                         | 文萍生                         |
| 花木蘭                         | 花木蘭                         |
| 六月雪                         |                                |
| 二郎橋                         | 江謝祖                         |
| 天仙配                         | 董永                           |
| 紅樓夢                         | 賈寶玉                         |
| 滿清皇朝                       | 順治/乾隆/光緒                 |
| 三笑姻緣                       | 唐伯虎                         |
| 九天玄女                       | 艾敬郎                         |
| 花田八喜                       | 卞磯                           |
| 柳毅奇緣                       | 柳毅                           |
| 洛水神仙                       | 曹植                           |
| 仙姬送子                       | 董永                           |
| 文武香球                       | 龍斷華                         |
| 西樓錯夢                       | 于叔夜                         |
| 天賜良緣                       | 鍾秀山                         |
| 金殿驕龍                       |                                |
| 桂枝告狀                       | 趙寵                           |
| 漢家天下                       | 漢武帝劉徹                     |
| 桃李爭春                       |                                |
| 朱弁回朝                       | 朱弁                           |
| 十繡香囊                       |                                |
| 天作之合                       |                                |
| 趙氏孤兒                       |                                |
| 福星高照                       | 沈小福                         |
| 夢會太湖                       |                                |
| 醉打金枝                       | 郭曖                           |
| 趙寵寫狀                       | 李桂枝                         |
| 花染狀元紅                     | 茹鳳聲                         |
| 蝶影紅梨記                     | 趙汝洲                         |
| 再世紅梅記                     | 裴禹                           |
| 牡丹亭驚夢                     | 柳夢梅                         |
| 南唐李後主                     | 李煜                           |
| 春花笑六郎                     | 孟益                           |
| 情俠鬧璇宮                     | 張劍秋                         |
| 情鎖奈何天                     | 中龍                           |
| 情醉俏郎君                     | 封加進                         |
| 雙仙拜月亭                     | 蔣世隆                         |
| 龍鳳爭掛帥                     | 上官雲龍                       |
| 花月東牆記                     | 易弘器                         |
| 雌雄皇太子                     |                                |
| 孤雁喜還巢                     |                                |
| 碧血寫春秋                     | 鐘孝全（先），鐘孝義（後）     |
| 合歡花放鳳凰台                 | 沈世昌                         |
| 火網梵宮十四年                 | 李憶                           |
| 煙波江上西子情                 | 范蠡                           |
| 喜得銀河抱月歸                 | 范天鵬                         |
| 胭脂巷口故人來                 | 沈桐軒                         |
| 無情寶劍有情天                 | 韋重輝                         |
| 三夕恩情廿載仇                 | 范文謙（趙孤生）               |
| 怡紅公子哭瀟湘                 | 賈寶玉                         |
| 鳳閣恩仇未了情                 | 耶律君雄/紅鸞郡主(反串)/尚夏氏 |
| 雷鳴金鼓戰笳聲                 | 夏青雲                         |
| 多情君瑞俏紅娘                 | 張君瑞                         |
| 龍城飛將振聲威                 | 李魂甦                         |
| 雍正皇與年羹堯                 | 雍王皇                         |
| 香銷十二美人樓                 | 衛鼎儀                         |
| 戎馬金戈萬里情                 | 楊繼業                         |
| 金枝玉葉 新劇本2011年5月       | 上官雲鶴                       |
| 蝶海情僧 新劇本2011年7月       | 李真如                         |
| 聊齋驚夢 新劇本2011年11月      | 寧采臣                         |
| 俏孔明 新劇本2012年5月         | 諸葛孔明                       |
| 英烈孔雀王 新劇本2013年2月     | 蘭陵王                         |
| 相如追夢 新劇本2013年7月       | 司馬相如                       |
| 花海紅樓 新劇本2014年2月       | 賈寶玉                         |
| 漢王天嬌 新劇本2015年7月       | 劉恒 (漢文帝)                  |
| 佳偶天成 新劇本2015年11月      | 葉玲玉/葉浚辰                  |
| 紅絲錯配 新劇本2016年7月       | 李修文                         |
| 俠盜胭脂 新劇本2016年11月      | 章煒                           |
| 大鬧梅知府 新劇本2017年2月     | 梅至俊/梅子將                  |
| 錦繡圖 新劇本2017年9月         | 柳英                           |
| 美哉秦少游 新劇本2018年2月     | 秦少遊                         |
| 風雪情緣 新劇本2018年9月       | 秦孟瑜                         |
| 陳三愛五娘 新劇本2019年2月     | 陳三                           |
| 揚州夢 新劇本2019年11月        | 柳玉龍                         |
| 大紅袍 新劇本2020年2月         | 海瑞                           |
| 大紅燈籠蘇東坡 新劇本2021年2月 | 俏東坡                         |
| 鄭和.情義篇 新劇本2021年11月   | 鄭和                           |
| 春滿杏林 新劇本2022年11月      | 文三俊                         |
| 莊周蝴蝶夢 新劇本2023年9月     | 莊周                           |

| 首播日期                               | 劇名                 | 角色            |
| 1998年12月16號（首場）-1999年1月(36場) | 【舞台劇】梁祝完整版 | 祝英台          |
| 2014年11月(13場)                       | 星海留痕             | 鄧曼薇 (小明星) |

### 廣播劇
| 首播日期 | 劇名                                      | 角色       |
|          | 《臥龍雙鳳結良緣 （页面存档备份，存于）》 | 翠珊       |
| 2001     | 《玉龍金馬慶同輝》                        | 盛傑(飛娥) |
| 2001     | 《梁祝蝴蝶梦 （页面存档备份，存于）》     | 祝英台     |
| 2003     | 《青樓夢 （页面存档备份，存于）》         | 李娃       |

### 電視劇（無綫電視）
| 首播        | 劇名       | 角色                | 備註 | 性質                 |
| 1995年      | 刀馬旦     | 高一鳴              | 陳錦鴻、譚耀文、羅 文、周慧敏、梁藝齡                                                                                        | 女配角               |
| 1997年      | 壹號皇庭V  | 夔彧蕌（Stephanie） | 歐陽震華、陶大宇、萱萱、蔡少芬、林保怡、陳慧珊、吳啟華、蘇永康、馬浚偉                                                       | 女配角               |
| 1998年      | 西遊記(貳) | 觀音                | 陳浩民、江華、黎耀祥、麥長青、馬德鐘、張慧儀                                                                                 | 女配角               |
| 2000年      | 緣份無邊界 | 呂秀琴              | 林保怡、張可頤、鄭中基、黃智賢、陳彥行、羅冠蘭、 洋                                                                          | 第二女主角           |
| 2001年      | 封神榜     | 女媧                | 陳浩民、錢嘉樂、溫碧霞、葉 璇、元 華、苑瓊丹、李家聲、楊婉儀、袁彩雲、湯盈盈、余子明、羅樂林、鄭子誠、韋家雄、劉玉翠、李國麟 | 客串                 |
| 2001年      | 尋秦記     | 龍陽君              | 古天樂、江 華、林 峯、宣 萱、郭羨妮、滕麗名、雪 兒、李子雄、姚瑩瑩、郭 峰、雪 梨                                             | 客串第14-17、36-37集 |
| 2003年      | 金牌冰人   | 令狐喜              | 馬浚偉、張可頤、陳 豪、關德輝、嘉碧儀                                                                                        | 第二女主角           |
| 2005年      | 蓋世孖寶   | 董嵐/趙嵐           | 吳卓羲、陳鍵鋒、蘇玉華、元 華、曹敏莉、郭 峰、曾偉權                                                                         | 第二女主角           |
| 2006年      | 高朋滿座   | 朱莉亞              | 鄭丹瑞、伍詠薇、鍾景輝、盧宛茵、曹永廉、李思捷、鄧上文、苑瓊丹、鍾 煌、喬寶寶、蔣志光、陳敏之、陳鴻烈                        | 女配角               |
| 2008年      | 同事三分親 | 蓋鳴暉              | 關詠荷、江欣燕、金燕玲、石 修、歐錦棠、蔡淇俊、王祖藍、黎耀祥、陳鴻烈、郭少芸、黃子雄、徐 榮、陳自瑤、布偉傑                 | 女配角               |
| 2008-2010年 | 畢打自己人 | 陳得喜（喜姐）      | 毛舜筠、金燕玲、黎耀祥、歐錦棠、江欣燕、郭少芸、陳鴻烈、王祖藍、徐 榮、鄭欣宜、陳茵媺、何守信、吳君麗、鄧永健、趙永洪        | 女配角               |
| 2015年      | 水髮胭脂   | 簡潔（曲嘯天）      | 陳 豪、李司棋、麥長青、龔嘉欣、謝雪心、陳智燊、盧宛茵、羅樂林、韓馬利、朱 璇                                                 | 第一女主角           |
| 2015年      | 無雙譜     | 觀音                | 黎耀祥、黃宗澤、田蕊妮、黃浩然、郭羨妮、岑麗香、李國麟、龔嘉欣                                                               | 女配角               |

### 電視節目
| 節目                                                 | 演出項目                                                         | 演出角色                                   | 合作演員                                                                                   | 頻道                  |
| 1990年                                               |                                                                  |                                            |                                                                                            |                       |
| 歡樂今宵                                             | 粵劇再世紅梅記之觀柳還琴 （页面存档备份，存于）                  | 蓋鳴暉 飾 裴 禹                            | 莊婉仙 飾 李慧娘                                                                           | TVB                   |
| 歡樂今宵                                             | 粵劇 無情寶劍有情天之柳營重會 （页面存档备份，存于）             | 蓋鳴暉 飾 韋重輝                           | 莊婉仙                                                                                     | TVB                   |
| 婦女新姿                                             | 粵劇牡丹亭驚夢之幽媾 （页面存档备份，存于）                      | 蓋鳴暉 飾 柳夢梅                           | 莊婉仙 飾 杜麗娘                                                                           | TVB                   |
| 歡樂滿東華1990                                       | 粵劇 洛神之洛水夢會 （页面存档备份，存于）                       | 蓋鳴暉 飾曹植                              | 莊婉仙                                                                                     | TVB                   |
| 1991年                                               |                                                                  |                                            |                                                                                            |                       |
| 歡樂滿東華1991                                       | 粵劇 雙仙拜月亭之哭靈 （页面存档备份，存于）                     | 蓋鳴暉 飾 蔣世隆                           | 尹飛燕                                                                                     | TVB                   |
| 1992年                                               |                                                                  |                                            |                                                                                            |                       |
| 歡樂滿東華1992                                       | 粵劇 西樓錯夢之錯夢 （页面存档备份，存于）                       | 蓋鳴暉 飾 于叔夜                           | 尹飛燕 楚令欣                                                                              | TVB                   |
| 歡樂滿東華1992                                       | 粵劇 樓台會之十八相送                                            | 蓋鳴暉 飾 梁山伯                           | 尹飛燕 飾 祝英台                                                                           | TVB                   |
| 1993年                                               |                                                                  |                                            |                                                                                            |                       |
| 歡樂滿東華1993                                       | 流行曲 平等之歌（原曲問誰領風騷） （页面存档备份，存于）         | 合唱                                       | 羅文                                                                                       | TVB                   |
| 1994年                                               |                                                                  |                                            |                                                                                            |                       |
| 歡樂滿東華1994                                       | 粵劇 寶蓮燈之劈山救母 （页面存档备份，存于）                     | 蓋鳴暉 飾 沉 香                            | 吳美英 楚令欣                                                                              | TVB                   |
| 華南水災籌款之夜                                     | 粵曲 帝女花之香夭 （页面存档备份，存于）                         | 蓋鳴暉 飾 周世顯                           | 葉玉卿 飾 長平公主                                                                         | TVB                   |
| 歡樂滿東華1994                                       | 流行曲 分飛燕                                                    | 合唱                                       | 張學友                                                                                     | TVB                   |
| 1995年                                               |                                                                  |                                            |                                                                                            |                       |
| 綜藝節目                                             | 三峽狀元爭霸戰 （页面存档备份，存于） 第2集                      | 嘉賓：施永青、卓少綿、黃士心、蓋鳴暉、余錦 |                                                                                            | TVB                   |
| 歡樂滿東華1995                                       | 流行曲神話情話                                                   | 合唱                                       | 周華健                                                                                     | TVB                   |
| 歡樂滿東華1995                                       | 粵劇 牡丹亭驚夢之幽媾                                            | 蓋鳴暉 飾 柳夢梅                           | 吳美英 飾 杜麗娘                                                                           | TVB                   |
| 歡樂滿東華1995                                       | 表演-踢枪 （页面存档备份，存于）                                 | 蓋鳴暉                                     | 周慧敏                                                                                     | TVB                   |
| 博愛歡樂傳萬家                                       | 黃梅調 游龍戲鳳結良緣                                            | 蓋鳴暉 飾 李鳳姐                           | 劉德華 飾 皇 上 蘇永康 飾 小 二                                                            | TVB                   |
| 1996年                                               |                                                                  |                                            |                                                                                            |                       |
| 綜藝節目                                             | 超級無敵獎門人第八集                                             | 嘉賓                                       |                                                                                            | TVB                   |
| 國際華裔小姐競選1996                                 | 搞笑版粵劇哪吒大鬧東海 （页面存档备份，存于）                    | 蓋鳴暉 飾 哪 吒                            | 曾志偉 飾 海 龜                                                                            | TVB                   |
| 歡樂滿東華1996                                       | 粵劇 紫釵記之拾釵 （页面存档备份，存于）                         | 蓋鳴暉 飾 李 益                            | 周慧敏 飾 霍小玉                                                                           | TVB                   |
| 歡樂滿東華1996                                       | 粵劇 俏潘安之店遇 （页面存档备份，存于）                         | 蓋鳴暉 飾 楚 雲                            | 吳美英 飾                                                                                  | TVB                   |
| 1997年                                               |                                                                  |                                            |                                                                                            |                       |
| 歡樂滿東華1997                                       | 粵劇 再世紅梅記之脫穽救裴 （页面存档备份，存于）                 | 蓋鳴暉 飾 裴 禹                            | 吳美英 飾 李慧娘                                                                           | TVB                   |
| 奧運群星智激斗                                       | 奧運特備節目[]                                                   |                                            | 嘉賓：蓋鳴暉 吳家麗 李婉華                                                                 | TVB                   |
| 歡樂滿東華1997                                       | 粵曲 慈善伶王流芳頌-胡不歸 （页面存档备份，存于）                | 合唱                                       | 曾志偉 羅家英 廖啟智 登兆尊 薛家燕                                                         | TVB                   |
| 歡樂滿東華1997                                       | 粵曲鳳閣恩仇未了情之送別 （页面存档备份，存于）                  | 蓋鳴暉 飾 紅鸞郡主（子喉）                 | 劉德華 飾 耶律君雄 （平喉）                                                                | TVB                   |
| 歡樂滿東華1997                                       | 粵曲 梁祝之十八相送 （页面存档备份，存于）                       | 獨唱 （平子喉）                            |                                                                                            | TVB                   |
| 保良局                                               | 粵曲 雪夜訪瀟湘 （页面存档备份，存于）                           | 獨唱（平子喉）                             |                                                                                            | TVB                   |
| 1998年                                               |                                                                  |                                            |                                                                                            |                       |
| 河北省地震救災大行動                                 | 粵曲紫釵記之燈街拾翠 （页面存档备份，存于）                      | 蓋鳴暉 飾 李 益                            | 吳美英 飾 霍小玉                                                                           | TVB                   |
| 歡樂滿東華1998                                       | 粵曲 帝女花之香夭 （页面存档备份，存于）                         | 蓋鳴暉 飾 長平公主（子喉）                 | 羅嘉良 飾 周世顯 （平喉）                                                                  | TVB                   |
| 歡樂滿東華1998                                       | 流行曲 江山如此多嬌 （页面存档备份，存于）                       | 獨唱                                       |                                                                                            | TVB                   |
| 歡樂滿東華1998                                       | 粵劇 蝶影紅梨記之官遊三錯 （页面存档备份，存于）                 | 蓋鳴暉 飾 趙汝洲                           | 吳美英 飾 謝素秋                                                                           | TVB                   |
| 1999年                                               |                                                                  |                                            |                                                                                            |                       |
| 海陸暢遊1999                                         | 旅遊節目 [第一集]                                                |                                            | 主持人：黃日華 梁榮忠 湯盈盈 蓋鳴暉 楊婉儀                                                 | TVB                   |
| 海陸暢遊1999                                         | 旅遊節目 [第二集]                                                |                                            | 主持人：黃日華 梁榮忠 湯盈盈 蓋鳴暉 楊婉儀                                                 | TVB                   |
| 海陸暢遊1999                                         | 旅遊節目 [第三集]                                                |                                            | 主持人：黃日華 梁榮忠 湯盈盈 蓋鳴暉 楊婉儀                                                 | TVB                   |
| 歡樂滿東華1999                                       | 粵劇 喜得銀河抱月歸之瑤池夢會 （页面存档备份，存于）             | 蓋鳴暉 飾 范天鵬                           | 吳美英                                                                                     | TVB                   |
| 歡樂滿東華1999                                       | 慈善歌 東華籌款歌1999 （页面存档备份，存于）                     | 獨唱                                       |                                                                                            | TVB                   |
| 歡樂滿東華1999                                       | 黃梅調 江山美人之戲鳳 （页面存档备份，存于）                     | 蓋鳴暉 飾 皇上                             | 關詠荷 飾 鳳姐 陳安瑩 飾 小二                                                              | TVB                   |
| 2000年                                               |                                                                  |                                            |                                                                                            |                       |
| 歡樂滿東華2000                                       | 粵劇 金裝帝女花之庵遇 （页面存档备份，存于）                     | 蓋鳴暉 飾 周世顯                           | 吳美英 飾 長平公主                                                                         | TVB                   |
| 歡樂滿東華2000                                       | 粵劇金裝帝女花之相認 （页面存档备份，存于）                      | 蓋鳴暉 飾 周世顯                           | 吳美英 飾 長平公主                                                                         | TVB                   |
| 2001年                                               |                                                                  |                                            |                                                                                            |                       |
| 歡樂滿東華2001                                       | 粵劇 連城璧之送別 （页面存档备份，存于）                         | 蓋鳴暉 飾 藺相如                           | 吳美英                                                                                     | TVB                   |
| 紅線女藝海抒懷六十年 2001                            | 粵曲 三夕恩情廿載仇之盤夫                                        | 蓋鳴暉 飾演 范文謙（趙孤生）               | 吳美英                                                                                     | TVB                   |
| 萬千星輝賀台慶                                       | 勁版粵曲 （页面存档备份，存于）                                  | 嘉賓/表演                                  | 梁漢文                                                                                     | TVB                   |
| 2002年                                               |                                                                  |                                            |                                                                                            |                       |
| 星光熠熠耀保良                                       | 粵曲 牡丹亭驚夢之幽媾 （页面存档备份，存于）                     | 蓋鳴暉 飾 柳夢梅                           | 薰 妮 飾 杜麗娘                                                                            | TVB                   |
| 歡樂滿東華2002                                       | 粵劇 紫釵記之燈街拾翠 （页面存档备份，存于）                     | 蓋鳴暉 飾 李 益                            | 吳美英 飾 霍小玉 鄧美玲 飾 綄 紗                                                           | TVB                   |
| 歡樂滿東華2002                                       | 粵曲 帝女花之香夭 （页面存档备份，存于）                         | 蓋鳴暉 飾 周世顯·長平公主                  | 平子喉獨唱版                                                                               | TVB                   |
| 萬千星輝賀台慶2002                                   |                                                                  | 嘉賓/表演                                  |                                                                                            | TVB                   |
| 2003年                                               |                                                                  |                                            |                                                                                            |                       |
| 綜藝節目                                             | 吾係獎門人第11集                                                 | 嘉賓                                       |                                                                                            | TVB                   |
| TVB電視劇節目巡禮                                    | 金牌冰人 （页面存档备份，存于）                                  | 蓋鳴暉 飾 令狐喜                           | 馬浚偉，陳豪，張可頤                                                                       | TVB                   |
| 萬千星輝賀台慶                                       |                                                                  | 嘉賓/表演                                  |                                                                                            | TVB                   |
| 明愛金禧暖萬心                                       | 粵曲 帝女花之香夭 （页面存档备份，存于）                         | 蓋鳴暉 飾 長平公主（靚蓋子喉演出）         | 梁詠琪 飾 周世顯                                                                           | TVB                   |
| 明愛金禧暖萬心                                       | 慈善歌曲 凭着爱 （页面存档备份，存于）                           | 大合唱                                     |                                                                                            | TVB                   |
| 歡樂滿東華2003                                       | 粵劇 再世紅梅記之觀柳還琴 （页面存档备份，存于）                 | 蓋鳴暉 飾 裴 汝                            | 吳美英 飾 李慧娘                                                                           | TVB                   |
| 歡樂滿東華之「笙歌妙韻耀東華」慈善粵曲欣賞晚會2003   | 粵曲 朱弁回朝之送別 （页面存档备份，存于）                       | 蓋鳴暉（子喉演出）                         | 周振基                                                                                     | TVB                   |
| 紅星粵劇戲寶大會串                                   | 粵劇 金裝帝女花之香夭（升天版） （页面存档备份，存于）           | 蓋鳴暉 飾 周世顯                           | 吳美英 飾 長平公主                                                                         | TVB                   |
| 2004年                                               |                                                                  |                                            |                                                                                            |                       |
| 歡樂滿東華2004                                       | 粵劇 九天玄女之羽化登仙 （页面存档备份，存于）                   | 蓋鳴暉 飾                                  | 吳美英 飾 霜嬋                                                                             | TVB                   |
| 萬千星輝賀台慶                                       |                                                                  | 表演                                       |                                                                                            | TVB                   |
| 2005年                                               |                                                                  |                                            |                                                                                            |                       |
| 綜藝節目                                             | 繼續無敵獎門人 （页面存档备份，存于） 第15集                     | 嘉賓                                       | 夏韶声、盖鸣晖、黄家强、安 雅、李克勤、张柏芝                                              | TVB                   |
| 歡樂滿東華2005                                       | 粵劇 洛水神仙之夢會 （页面存档备份，存于）                       | 蓋鳴暉 飾 曹 植                            | 吳美英 飾 密 姐                                                                            | TVB                   |
| 歡樂滿東華2005                                       | 流行曲 荷花香                                                    | 獨唱                                       |                                                                                            | TVB                   |
| 綜藝節目都市閒情                                     | 建哥新寵                                                         | 嘉賓                                       |                                                                                            | TVB                   |
| 國慶慶典香港同胞慶祝中華人民共和國五十六週年文藝晚會 | 歲月留聲頌華年                                                   | 環節獨唱禪院鐘聲國慶版                     |                                                                                            | 有線電視台/亞洲電視台 |
| 國慶慶典香港同胞慶祝中華人民共和國五十六週年文藝晚會 | 歲月留聲頌華年                                                   | 合唱平湖秋月國慶版                         |                                                                                            | 有線電視台/亞洲電視台 |
| 訪談節目                                             | 香港直播-專訪蓋鳴暉 （页面存档备份，存于）                       | 嘉賓                                       | 主持：                                                                                     | TVB                   |
| 2006年                                               |                                                                  |                                            |                                                                                            |                       |
| 綜藝節目                                             | 百法百眾 （页面存档备份，存于） 第十八集                         | 嘉賓：蓋鳴暉、谷德昭、陳復生               | 主持：鄭裕玲、于洋、方力申、方伊琪、王維德、丘凱敏、司徒瑞祈、白茵、伍文生、向海嵐、安德尊   | TVB                   |
| 綜藝節目                                             | 15/16 （页面存档备份，存于）第七十一集                           | 蓋鳴暉、方力申、鄧麗欣                     | 主持：森美、小儀                                                                           | TVB                   |
| 歡樂滿東華2006                                       | 粵劇 紫釵記之劍合釵圓 （页面存档备份，存于）                     | 蓋鳴暉 飾 李益                             | 吳美英 飾 霍小玉，陳鴻進 飾 黃衫客                                                         | TVB                   |
| 歡樂滿東華2006                                       | 粵曲 帝女花之香夭 （页面存档备份，存于）                         | 蓋鳴暉 飾 長平公主（子喉）                 | 馬浚偉 飾 周世顯 （平喉）                                                                  | TVB                   |
| 歡樂滿東華2006                                       | 流行曲 倆忘煙水裡 （页面存档备份，存于）                         | 嘉賓/表演                                  | 馬浚偉                                                                                     | TVB                   |
|                                                      | 粵劇 梁祝之樓台相會 （页面存档备份，存于）                       | 蓋鳴暉 飾 梁山伯                           | 吳美英 飾 祝英台                                                                           | TVB                   |
| TVB電視劇節目巡禮                                    | 聚宝盆 （页面存档备份，存于）                                    | 盤仙                                       | 蓋鳴暉、薛家燕、伍咏薇、劉玉翠、蒋志光、梁荣忠、鐘嘉欣                                     | TVB                   |
| 2007年                                               |                                                                  |                                            |                                                                                            |                       |
| 歡樂滿東華2007                                       | 粵劇 柳毅奇緣之洞庭十送                                          | 蓋鳴暉 飾 柳 毅                            | 吳美英 飾 龍 女                                                                            | TVB                   |
| 歡樂滿東華 2007                                      | 合唱/表演拉丁舞 帝女花+帝女芳魂 （页面存档备份，存于）           | 蓋鳴暉 飾 長平公主（子喉演出）             | 馬浚偉 飾 周世顯                                                                           | TVB                   |
| 保良局愛心跨越129慈善晚會                            | 粵曲 婦人心之郎憐我愛 （页面存档备份，存于）                     | 蓋鳴暉（子喉）                             | 何鴻燊                                                                                     | TVB                   |
| TVB電視劇節目巡禮                                    | 玉面玲瓏                                                         | 賈寶玉                                     | 蔡少芬、杨思琦、向海岚、廖碧儿                                                             | TVB                   |
| 2008年                                               |                                                                  |                                            |                                                                                            |                       |
| 歡樂滿東華2008                                       | 搞笑版 唐伯虎點秋香 （页面存档备份，存于）                       | 蓋鳴暉 飾 唐伯虎                           | 王祖藍 飾 秋 香                                                                            | TVB                   |
| 歡樂滿東華2008                                       | 粵劇 再世紅梅記之折梅巧遇 （页面存档备份，存于）                 | 蓋鳴暉 飾 斐 汝                            | 吳美英 飾 李慧娘                                                                           | TVB                   |
| 歡樂滿東華2008                                       | 流行曲 紫釵恨 （页面存档备份，存于）                             | 合唱                                       | 王賢志                                                                                     | TVB                   |
| 保良局130年善心匯聚星輝夜                            |                                                                  | 嘉賓/表演                                  |                                                                                            | TVB                   |
| 美食節目 （08-10-06）                                | 星级厨房613集 （页面存档备份，存于）                             | 嘉賓                                       | 周中師傅                                                                                   | TVB                   |
| 美食節目 （08-10-08）                                | 星级厨房615集 （页面存档备份，存于）                             | 嘉賓                                       | 周中師傅                                                                                   | TVB                   |
| 美食節目 （10-10-08）                                | 星级厨房617集 （页面存档备份，存于）                             | 嘉賓                                       | 周中師傅                                                                                   | TVB                   |
| 美食節目                                             | 志雲飯局 （页面存档备份，存于） 2008-12-13                       | 嘉賓                                       | 主持：陳志雲                                                                               | TVB                   |
| 2009年                                               |                                                                  |                                            |                                                                                            |                       |
| 歡樂滿東華2009                                       | 流行曲心肝寶貝                                                   | 表演                                       |                                                                                            | TVB                   |
| 歡樂滿東華2009                                       | 粵劇 無情寶劍有情天之營房行刺 （页面存档备份，存于）             | 蓋鳴暉 飾 韋重輝                           | 吳美英                                                                                     | TVB                   |
| 2010年                                               |                                                                  |                                            |                                                                                            |                       |
| 歡樂滿東華2010                                       | 粵劇 蝶海情憎之南湖驚變 （页面存档备份，存于）                   | 蓋鳴暉 飾 李真如                           | 吳美英 飾 香 凝                                                                            | TVB                   |
| 東華勁歌SUPER SHOW                                   | 粵曲 鳳閣恩仇未了情之送別 （页面存档备份，存于）                 | 蓋鳴暉 飾 紅鸞郡主（子喉演出）             | 黎耀祥 飾 耶律君雄                                                                         | TVB                   |
| 東華勁歌SUPER SHOW                                   | 流行曲 禪院鐘聲 （页面存档备份，存于）                           | 獨唱                                       |                                                                                            | TVB                   |
| 美食節目 第一季（2010-04-07）                        | 大廚出馬第十一集                                                 | 嘉賓                                       | 主持：馬浚偉                                                                               | TVB                   |
| 訪談節目大戲臺                                       | 粵劇 蝶海情憎蓋鳴暉專訪 （页面存档备份，存于）                   | 嘉賓                                       | 主持 ：                                                                                    | 澳門電視              |
| 訪談節目                                             | 今日VIP （页面存档备份，存于） 2010年9月9日 (#179)               | 嘉賓： 蓋鳴暉                              | 主持：陳永業                                                                               | TVB                   |
| 2011年                                               |                                                                  |                                            |                                                                                            |                       |
| 東華愛心慶歡騰                                       | 流行曲 新歡樂年年 （页面存档备份，存于）                         | 表演                                       | 獨唱                                                                                       | TVB                   |
| 歡樂滿東華2011                                       | 粵劇 聊齋驚夢之畫床三夢 （页面存档备份，存于）                   | 蓋鳴暉 飾 宁采臣                           | 吳美英 飾 聶小倩，陳鴻進 飾 妖公子                                                         | TVB                   |
| 歡樂滿東華2011                                       | 粵劇 俏孔明之三顧丑盧 （页面存档备份，存于）                     | 蓋鳴暉 飾 諸葛孔明                         | 吳美英 飾 黃月英 ，鄭詠梅 飾 桃 花                                                         | TVB                   |
| 訪談節目                                             | 今日VIP （页面存档备份，存于） 2011年6月15日 (#115)              | 嘉賓                                       | 主持：陳芷菁                                                                               | TVB                   |
| 美食節目                                             | 第二季大廚出馬 （页面存档备份，存于） 第九集 （2011-7-23）       | 嘉賓                                       | 主持：馬浚偉                                                                               | TVB                   |
| 美食節目                                             | 為司總司令 （页面存档备份，存于） 第七集                         | 嘉賓                                       |                                                                                            | TVB                   |
| 鄉議局85載．與民同樂                                 | 粵曲 梁祝之十八相送 （页面存档备份，存于）                       | 蓋鳴暉 飾 祝英台                           | 鄧梓峰、李浩林、曾華倩、王菀之、蘇永康、古巨基、梁漢文、草蜢、洪卓立、林欣彤、藍奕邦及千珊 | TVB                   |
| 2012年                                               |                                                                  |                                            |                                                                                            |                       |
| 美食節目                                             | 新派煮意 （页面存档备份，存于） 393期                            | 嘉賓 ： 蓋鳴暉                             | 主持 ：                                                                                    | TVB                   |
| 美食節目                                             | 新派煮意 （页面存档备份，存于） 395期                            | 嘉賓 ： 蓋鳴暉                             | 主持 ：                                                                                    | TVB                   |
| 歡樂滿東華2012                                       | 粵劇英烈孔雀王之天山邂逅                                         | 蓋鳴暉 飾 蘭陵王                           | 吳美英 飾                                                                                  | TVB                   |
| 名伶名曲匯2012                                       | 蓋鳴暉介紹《蝶海情僧》 （页面存档备份，存于）                    | 嘉賓 ： 蓋鳴暉                             | 主持 ： 歐錦棠                                                                             | TVB                   |
| 2013年                                               |                                                                  |                                            |                                                                                            |                       |
| 歡樂滿東華2013                                       | 粵劇 三笑姻緣之求神 （页面存档备份，存于）                       | 蓋鳴暉 飾 唐伯虎                           | 吳美英 飾 秋 香                                                                            | TVB                   |
| 歡樂滿東華2013                                       | 粵劇相如追夢之考情試慾 （页面存档备份，存于）                    | 蓋鳴暉 飾 司馬相如                         | 米 雪 飾 茂陵公主                                                                          | TVB                   |
| 綜藝節目 2013                                        | 香土人情 （页面存档备份，存于）第三集                            | 嘉賓：蓋鳴暉                               | 主持：胡楓、嘉碧儀、歐倩怡                                                                 | TVB                   |
| 美食節目                                             | MAY姐有請 （页面存档备份，存于） 第二十集（2013-09-08）          | 嘉賓                                       | 主持：馮美基（May姐）,沈卓盈,楊思琦                                                        | TVB                   |
| 2014年                                               |                                                                  |                                            |                                                                                            |                       |
| 美食節目 2014年5月25日                               | 吾淑吾食 第二十四集 护发新派美馔                                 | 嘉賓 ：蓋鳴暉，米雪，關菊英                | 主持 ：黃淑儀                                                                              | TVB                   |
| 歡樂滿東華2014                                       | 粵劇 天仙配之滿工 （页面存档备份，存于）                         | 蓋鳴暉 飾 董永                             | 吳美英 飾 七姐                                                                             | TVB                   |
| 訪談節目                                             | 今日VIP （页面存档备份，存于） 2014年11月4日 (#216)              | 嘉賓                                       | 黎耀祥主持：李浩林                                                                         | TVB                   |
| TVB電視劇節目巡禮                                    | 水發胭脂 （页面存档备份，存于）                                  | 蓋鳴暉 飾 簡潔                             | 黎耀祥、龔嘉欣                                                                             | TVB                   |
| TVB電視劇節目巡禮                                    | 无双谱                                                           | 觀音                                       |                                                                                            | TVB                   |
| 2015年                                               |                                                                  |                                            |                                                                                            |                       |
| 訪談節目                                             | 今日VIP （页面存档备份，存于） 2015年3月31日 (#64)               | 嘉賓                                       | 主持：陳永業                                                                               | TVB                   |
| 歡樂滿東華2015                                       | 粵劇 花染狀元紅之庵堂重遇 （页面存档备份，存于）                 | 蓋鳴暉 飾 茹鳳聲                           | 吳美英 飾 花醉紅                                                                           | TVB                   |
| 2016年                                               |                                                                  |                                            |                                                                                            |                       |
| 美食節目 明星愛廚房                                  | 第九集（2015-02-22）                                             | 嘉賓                                       | 主持：麥長青，岑麗香 嘉賓：麥玲玲，甄澤權                                                  | TVB                   |
| 歡樂滿東華2016                                       | 粵劇 柳毅奇緣之洞房 （页面存档备份，存于）                       | 蓋鳴暉 飾 柳毅                             | 吳美英 飾 龍女                                                                             | TVB                   |
| 綜藝節目                                             | 我愛香港                                                         | 嘉賓                                       |                                                                                            | TVB                   |
| 2017年                                               |                                                                  |                                            |                                                                                            |                       |
| 綜藝節目汪明荃金曲之夜2017                           | 粵曲 帝女花之香夭                                                | 蓋鳴暉 飾 周世顯                           | 汪明荃 飾 長平公主                                                                         | TVB                   |
| 綜藝節目汪明荃五十週年世紀盛宴                       |                                                                  | 嘉賓                                       |                                                                                            | TVB                   |
| 歡樂滿東華2017                                       | 粵劇 錦繡圖之醉柳尋梅 （页面存档备份，存于）                     | 蓋鳴暉 飾 柳英                             | 吳美英 飾 梅漸                                                                             | TVB                   |
| 2018年                                               |                                                                  |                                            |                                                                                            |                       |
| 綜藝節目#2018-02-16                                  | 樂天知命-介紹生肖屬狗和豬的運情 （页面存档备份，存于）           | 嘉賓 ： 蓋鳴暉                             | 主持 ：李居明                                                                              | 鳳凰衛視香港台        |
| 綜藝節目#2018-02-19                                  | 樂天知命-介紹生肖屬鼠和牛的運情 （页面存档备份，存于）           | 嘉賓 ： 蓋鳴暉                             | 主持 ：李居明                                                                              | 鳳凰衛視香港台        |
| 綜藝節目#2018-02-20                                  | 樂天知命-介紹生肖屬虎和兔的運情 （页面存档备份，存于）           | 嘉賓 ： 蓋鳴暉                             | 主持 ：李居明                                                                              | 鳳凰衛視香港台        |
| 綜藝節目#2018-02-21                                  | 樂天知命-介紹生肖屬龍和蛇的運情 （页面存档备份，存于）           | 嘉賓 ： 蓋鳴暉                             | 主持 ：李居明                                                                              | 鳳凰衛視香港台        |
| 綜藝節目#2018-02-22                                  | 樂天知命-介紹生肖屬馬和羊的運情 （页面存档备份，存于）           | 嘉賓 ： 蓋鳴暉                             | 主持 ：李居明                                                                              | 鳳凰衛視香港台        |
| 綜藝節目#2018-02-23                                  | 樂天知命-介紹生肖屬猴和雞的運情 （页面存档备份，存于）           | 嘉賓 ： 蓋鳴暉                             | 主持 ：李居明                                                                              | 鳳凰衛視香港台        |
| 歡樂滿東華2018                                       | 粵劇 美哉秦少遊之燕橋繪誓 （页面存档备份，存于）                 | 蓋鳴暉 飾 秦少遊                           | 吳美英 飾 蘇小妹                                                                           | TVB                   |
| 2019年                                               |                                                                  |                                            |                                                                                            |                       |
| 綜藝節目樂天知命李居明#2019-01-26                    | 農曆新年民間文化習俗與風水 （页面存档备份，存于）                | 嘉賓 ： 蓋鳴暉                             | 主持 ：李居明                                                                              | 鳳凰衛視香港台        |
| 綜藝節目新春開運王 #2019-02-07                       | 踢走赤口是非精 擺個辦公室風水局 （第八集）                       | 嘉賓 ： 蓋鳴暉、甄澤權、李居明             | 主持 ： 薛家燕、黃祥興、湯洛雯                                                             | TVB                   |
| 2021年                                               |                                                                  |                                            |                                                                                            |                       |
| 緣來自咖啡2 2021-03-31                               | 蓋鳴暉稱之為與生俱來好兄弟 馬浚偉笑言與「靚蓋」情早定 （第十集） | 嘉賓：蓋鳴暉                               | 主持：馬俊偉                                                                               | TVB                   |
| 2023年                                               |                                                                  |                                            |                                                                                            |                       |
| 歡樂滿東華2023                                       | 粵劇 莊周蝴蝶夢之驚鴻一姹                                        |                                            |                                                                                            | TVB                   |

## 演唱會以及座談會
演唱會
- 2000年10月14日：黃炎先生從藝七十年誌慶省港紅伶群星演唱會
- 2000年11月10日：千禧携手建西方寺粵曲大匯演
- 2003年11月21日：「笙歌妙韻耀東華」慈善粵曲欣賞晚會
- 2004年4月2日/03日：蓋鳴暉＆香港中樂團 I
- 2005年4月20日-24日：蓋鳴暉＆香港中樂團 II
- 2005年1月22日：【梁祝美樂為民康】慈善籌款音樂會
- 2007年4月8日/9日：美国 FOXWOOD CASINO演唱會（與馬浚偉合作）
- 2007年4月11日：《寶濟細胞治療基金會》義演
- 2007年9月02日：《林家聲慈善基金粵曲晚會》與姚國威合唱樓台會之十八相送
- 2008年4月20日-24日：蓋鳴暉＆香港中樂團 III
- 2010年12月4日：寶瓶妙韻鳴暉夜（麗星郵輪）
- 2011年3月11日：蓋鳴暉經典戲寶之夜
- 2017年5月3日：李居明《20年音樂之旅》演唱會
- 2018年9月7日/9日：徐小鳳《金光燦爛》演唱會2018 與徐小鳳合唱帝女花之香夭 （页面存档备份，存于）

座談會
- 2005年11月16日：女文武生與香港粵劇：蓋鳴暉與你對談 （页面存档备份，存于）
- 2021年11月21日：蓋鳴暉-<郑和·情义篇>讲座-沙田粤剧同乐日 （页面存档备份，存于）

## 獲得名銜
- 1995年：香港電台義務工作發展合辦《香港十大愛心之星》
- 1997年：香港電台義務工作發展合辦《香港十大愛心之星》
- 1998年：香港電台義務工作發展合辦《香港十大愛心之星》
- 1999年：香港電台義務工作發展合辦《香港十大愛心之星》
- 2001年：國際青年商會香港總會《香港十大傑出青年》
- 2001年：東華三院《東華永恆愛心之星》

## 代言廣告
1. 御漢堂 燕窩
2. 御漢堂 草本排毒素

## 外部連結
- 香港鳴芝聲劇團博客-搜狐博客 （页面存档备份，存于）
- 蓋鳴暉資訊專頁 Joyce Koi Fanpage-Facebook
- 蓋鳴暉發電站-微博
- JoyceKoi Video-BiliBili （页面存档备份，存于）
- 蓋鳴暉發電站 | JoyceKoi Video-Youtube （页面存档备份，存于）
- 微博：瘋閣-蓋鳴暉宇宙後援會
- Youtube：蓋鳴暉-JoyceKoiChannel
- 哔哩哔哩：蓋鳴暉-JoyceKoiChannel （页面存档备份，存于）
- 抖音、小红书：蓋鳴暉-JoyceKoiChannel